# Myllenyxis longiterebra
Myllenyxis longiterebra är en stekelart som beskrevs av Kamath och Gupta 1972. Myllenyxis longiterebra ingår i släktet Myllenyxis och familjen brokparasitsteklar. Inga underarter finns listade i Catalogue of Life.